# Troides oblongomaculatus
Espèce
Statut CITES
Troides oblongomaculatus est une espèce de lépidoptères (papillons) de la famille des Papilionidae.

## Historique et dénomination
Troides (Troides) oblongomaculatus a été décrit par l'entomologiste Allemand Johann August Ephraim Goeze en 1779 sous le nom initial de papilio oblongomaculatus.

## Taxinommie
Sept sous–espèces sont reconnues :
- Troides (Troides) oblongomaculatus oblongomaculatus (Goeze, 1779)   Seram, Ambon, Saparua, Haruku, Seram Laut, Geser, Nusa Laut, Iles Nusa.
- Troides (Troides) oblongomaculatus bouruensis (Wallace); présent dans les Îles Sula et à Buru dans l'archipel des Moluques.
- Troides (Troides) oblongomaculatus asartia  (Rothschild, 1908) archipel Céram dans l'archipel des Moluques.
- Troides (Troides) oblongomaculatus bandensis  (Pagenstecher, 1904); présent dans les Îles Banda dans l'archipel des Moluques.
- Troides (Troides) oblongomaculatus hanno (Fruhstorfer, 1904) l'archipel de Watubela dans l'archipel des Moluques.
- Troides (Troides) oblongomaculatus papuensis  (Wallace, 1865) présent en Papouasie-Nouvelle-Guinée
- Troides (Troides) oblongomaculatus thestius (Staudinger, 1895)[1]

## Description
Troides oblongomaculatus est un grand papillon d'une envergure entre 170 mm à 180 mm, aux ailes postérieures festonnées, à la tête et au thorax noirs et à l'abdomen beige et jaune sur la partie ventrale.
Les mâles ont les ailes antérieures noires aux nervures très discrètement soulignées de blanc et les ailes postérieures noires avec une plage jaune centrale veinée de noir.
Les femelles ont les ailes antérieures de couleur marron aux nervures largement soulignées de blanc et les ailes postérieures marron avec une plage jaune centrale veinée de marron avec une ligne submarginale de taches marron.

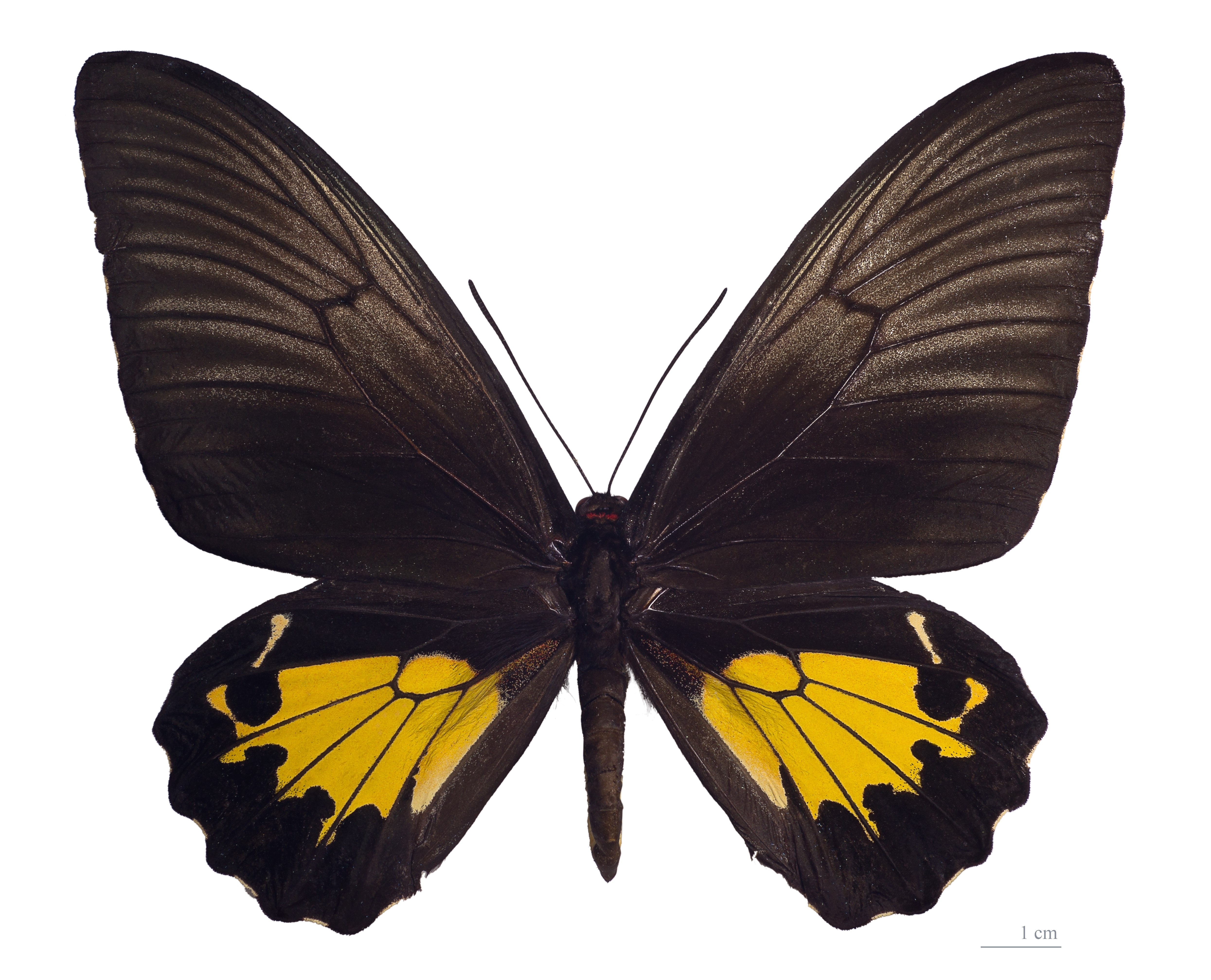
Museum specimen ♀ Face dorsale
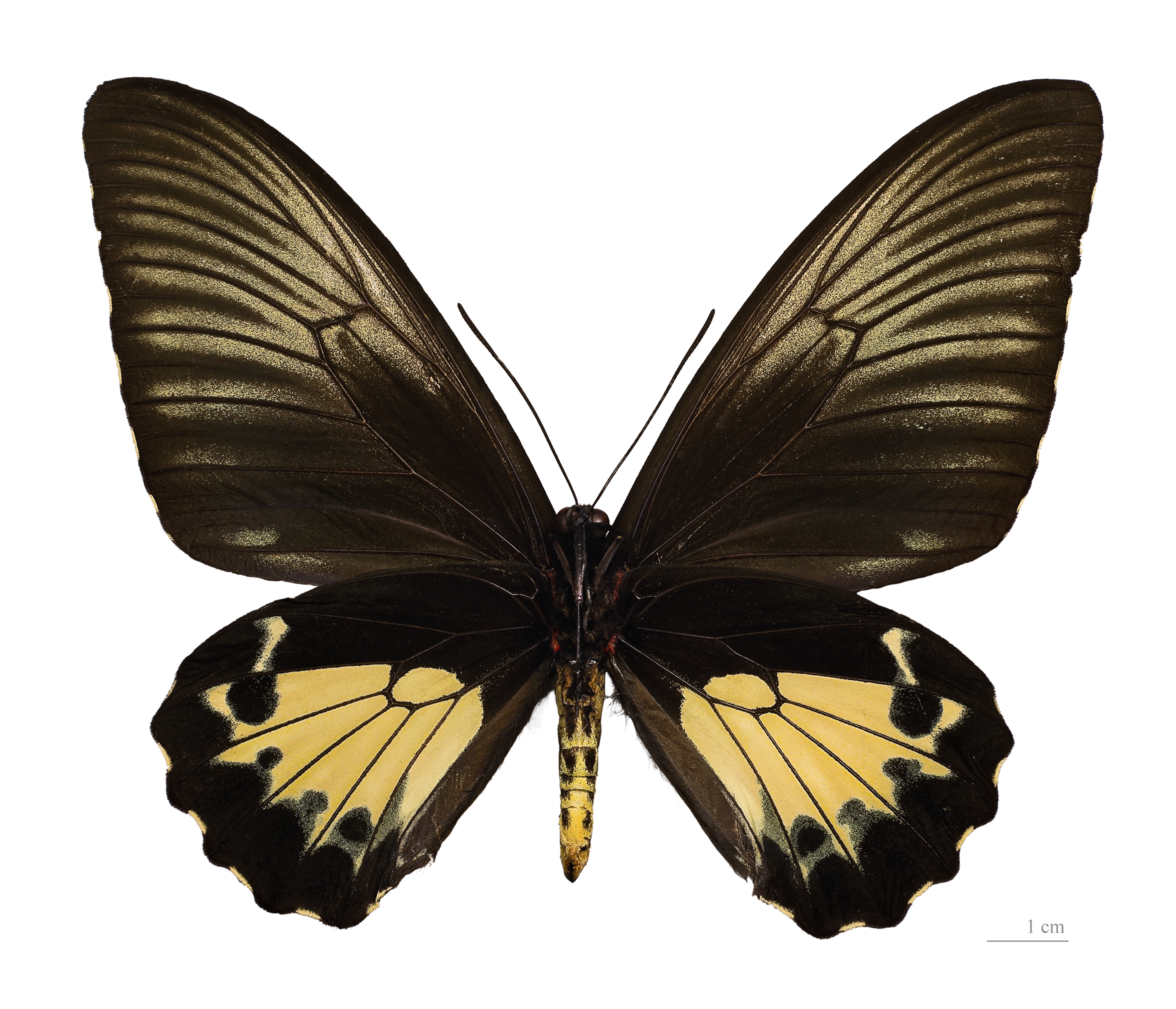
Museum specimen ♀ △ - Face Ventrale
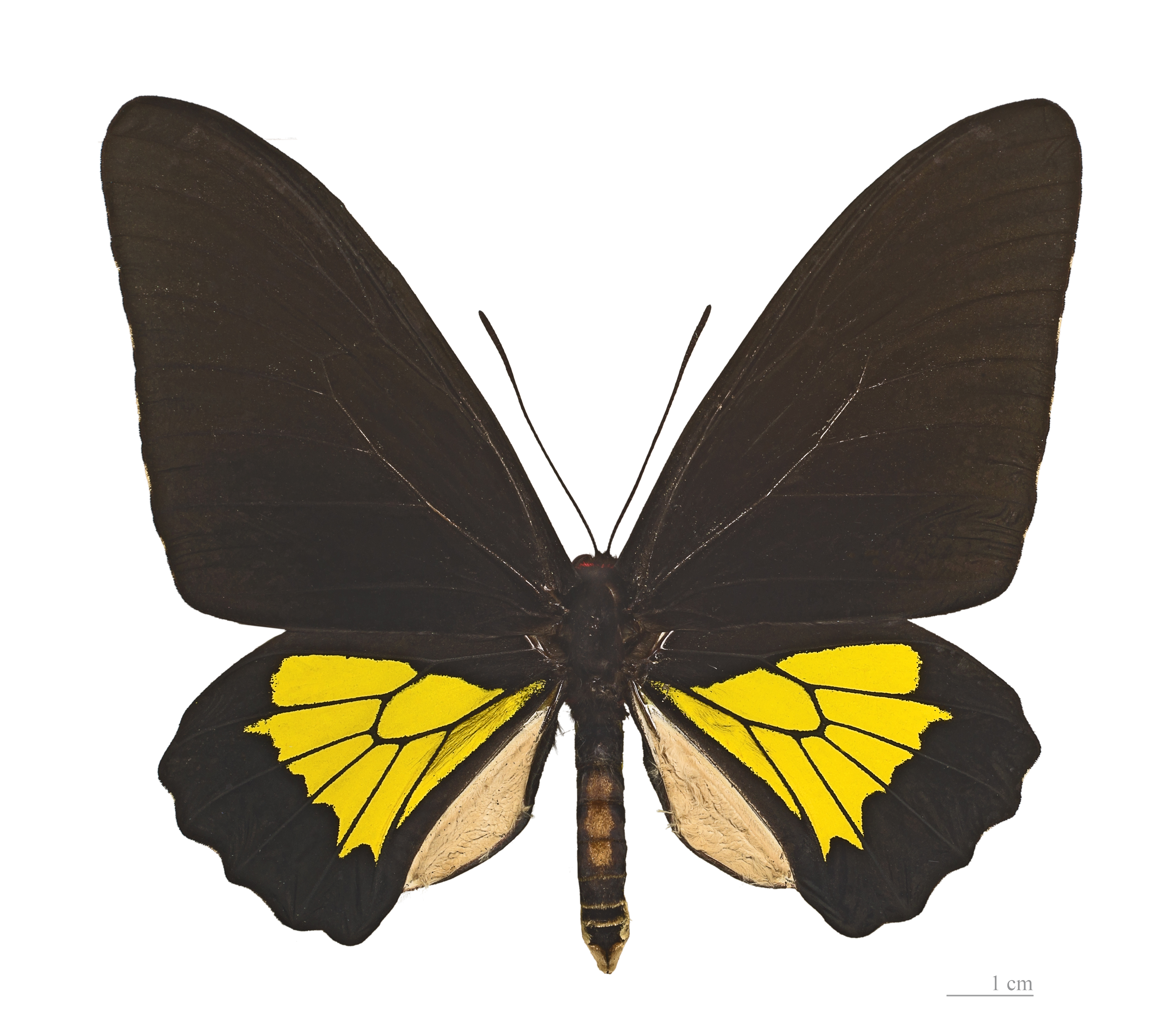
Museum specimen ♂ Face dorsal
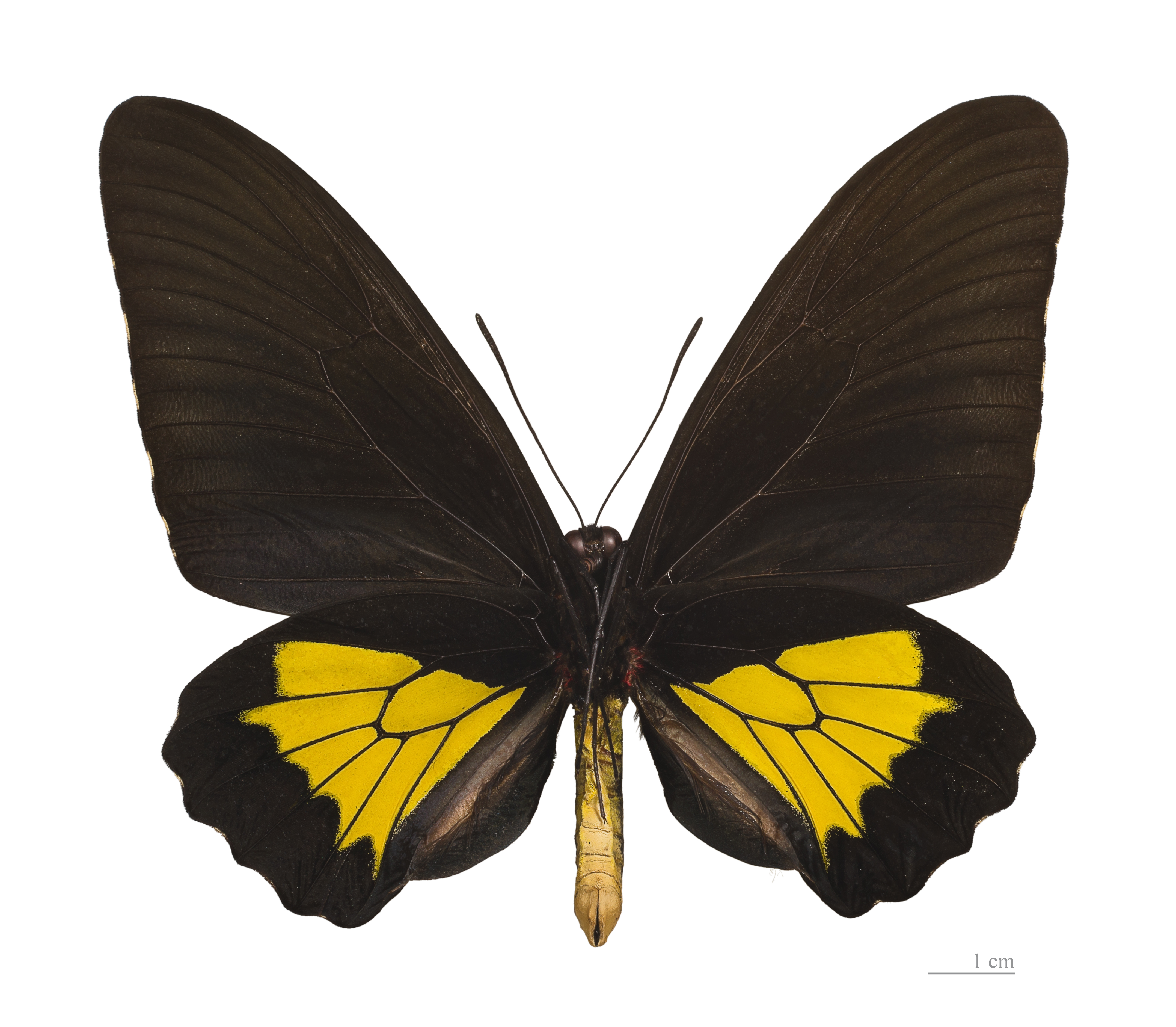
Museum specimen ♂ △ - Face Ventrale

## Biologie

### Plantes hôtes
Les plantes hôtes de sa chenille sont Aristolochia acuminata et Aristolochia tagala,.

## Écologie et distribution
Troides oblongomaculatus est présent en Indonésie dans l'archipel des Moluques et en Papouasie-Nouvelle-Guinée.

### Protection
Troides oblongomaculatus est protégé.